# 電源開発促進税
電源開発促進税（でんげんかいはつそくしんぜい）とは、電源開発促進税法に基づく日本の租税。

## 概要
発電施設の設置促進、運転の円滑化、利用促進、安全確保、電気の供給の円滑化などを目的に、一般送配電事業者の販売電気に課する国税である。目的税の一つである。
創設時（1974年）の目的は、当時のオイルショックにより石油に代わる代替エネルギーを模索し、原子力発電所、水力発電所、地熱発電所等の設置を促進するためであった。
2003年（平成15年）に石油石炭税法の施行と引き換えに税率を段階的に引き下げている。
2006年度（平成18年度）までは、税収の全額を電源開発促進対策特別会計（でんげんかいはつそくしんたいさくとくべつかいけい）の直接の収入として（直入）いた。
2007年度（平成19年度）からは行政改革推進法で特別会計の改革が規定され、電源開発促進対策特別会計と、石油石炭税を主要財源とする石油及びエネルギー需給構造高度化対策特別会計とが、エネルギー対策特別会計に統合された。具体的には特別会計に関する法律により改正が為された。また、電源開発促進税の税収額を特別会計に直入することをやめて、一般会計の歳入として後、必要額を特別会計に繰り入れる仕組みになった。

## 諸データ
- 納税義務者：一般送配電事業者
- 課税物件：販売電気（一般送配電事業者が供給した電気及び自ら使用した電気）
- 税率　
  - 2003年（平成15年）9月30日まで 1,000kwhにつき445円
  - 2003年（平成15年）10月1日から 1,000kwhにつき425円　
  - 2005年（平成17年）4月1日から 1,000kwhにつき400円
  - 2007年（平成19年）4月1日から 1,000kwhにつき375円

## 税収の推移
財務省の統計を参照（単位:100万円。単位未満切捨て）。決算ベース。
- 2022年度（令和4年度）  - 312,204
- 2021年度（令和3年度）  - 316,193
- 2020年度（令和2年度）  - 311,017
- 2019年度（令和元年度） - 315,849
- 2018年度（平成30年度） - 322,045
- 2017年度（平成29年度） - 325,672
- 2016年度（平成28年度） - 319,670
- 2015年度（平成27年度） - 315,908
- 2014年度（平成26年度） - 321,069
- 2013年度（平成25年度） - 328,292
- 2012年度（平成24年度） - 328,049
- 2011年度（平成23年度） - 331,379
- 2010年度（平成22年度） - 349,166
- 2009年度（平成21年度） - 329,277
- 2008年度（平成20年度） - 340,472
- 2007年度（平成19年度） - 352,157
- 2006年度（平成18年度） - 352,157
- 2005年度（平成17年度） - 359,249
- 2004年度（平成16年度） - 372,596
- 2003年度（平成15年度） - 366,328
- 2002年度（平成14年度） - 376,791
- 2001年度（平成13年度） - 368,620
- 2000年度（平成12年度） - 374,559
- 1999年度（平成11年度） - 365,091
- 1998年度（平成10年度） - 357,292
- 1997年度（平成 9年度）    - 353,954